# Плајешиј де Жос (Харгита)
Плајешиј де Жос (рум. Plăieșii de Jos) насеље је у Румунији у округу Харгита у општини Плајешиј Де Жос. Oпштина се налази на надморској висини од 698 m.

## Становништво
Према подацима из 2011. године у насељу је живело 493 становника.